# 493 هـ
493 هـ هي سنة في التقويم الهجري امتدت مقابلةً في التقويم الميلادي بين سنتي 1099 و1100.

إبراهيم بن يحيى الزرقالي

## أحداث
- انتهاء الحملة الصليبية الأولي مسفرة عن سقوط القدس في أيدي الصليبيين و قيام مملكة بيت المقدس بالإضافة إلى بعض المناطق الأخرى.

## مواليد
- الإدريسي

## وفيات
- أبو اليسر البزدوي
- شهاب الدين التوربشتي
- إبراهيم بن يحيى الزرقالي
- ابن جزلة